# 平尾町 (豊川市)
平尾町（ひらおちょう）は、愛知県豊川市の地名。

## 地理

### 河川・池沼
- 西古瀬川
- 白川
- 駒場池

### 字一覧
- 池ノ入（いけのいり）
- 市場沢（いちばさわ）
- 一町神田（いっちょうじんでん）
- 井ノ木（いのき）
- 井ノ間（いのま）
- 大場沢（おおばさわ）
- 大脇（おおわき）
- 親坂（おやざか）
- 折地（おりぢ）
- 樫上（かしあげ）
- 門田（かどた）
- 上大坪（かみおおつぼ）
- 上貝津（かみかいづ）
- 上藤井（かみふじい）
- 加茂根（かもね）
- 木崩（きくずし）
- 栗穴（くりあな）
- 源祖（げんぞう）
- 駒場（こまんば）
- 郷中（ごうちゅう）
- 五反田（ごたんだ）
- 沢田（さわだ）
- 下大坪（しもおおつぼ）
- 下貝津（しもかいづ）
- 下藤井（しもふじい）
- 神田（じんでん）
- 諏訪下（すわした）
- 千語沢（ちごさわ）
- 寺貝津（てらかいづ）
- 天神（てんじん）
- 天間（てんま）
- 中貝津（なかかいづ）
- 中山（なかやま）
- 七ッ田（ななつだ）
- 糠川（ぬかがわ）
- 鼠畑（ねずみばた）
- 八反田（はったんだ）
- 番皿（ばんざら）
- 桧ヶ入（ひのきがいり）
- 深田（ふかだ）
- 前田（まえだ）
- 松脇（まつわき）
- 丸田（まるた）
- 御堂沢（みどうさわ）
- 横町（よこちょう）
- 四ッ塚（よつづか）
- 龍（りゅう）
- 六光寺（ろくこうじ）

### 交通
- 東名高速道路
- 愛知県道377号豊川片寄線

### 施設
- ゆうあいの里ふれあいセンター
- 愛知県豊川浄水場
- 平尾カントリークラブ
- 東海カントリークラブ
- 豊川市立平尾小学校
- 星野神社
- 愛知県立豊川特別支援学校
- 六光寺公園
- 平尾東公園
- 平尾西公園
- 平尾南公園

## 歴史

### 人口の変遷
国勢調査による人口および世帯数の推移。
| 1995年（平成7年）  | 755世帯 2715人  |  |
| 2000年（平成12年） | 810世帯 2964人  |  |
| 2005年（平成17年） | 855世帯 3011人  |  |
| 2010年（平成22年） | 1105世帯 3520人 |  |
| 2015年（平成27年） | 1246世帯 3837人 |  |
| 2020年（令和2年）  | 1407世帯 4222人 |  |

### WEB
1. ↑  “愛知県豊川市の町丁・字一覧”.   人口統計ラボ. 2024年5月1日閲覧。
2. 1 2  総務省統計局 (2022年2月10日). “令和2年国勢調査の調査結果(e-Stat) - 男女別人口，外国人人口及び世帯数－町丁・字等” (CSV). 2023年8月2日閲覧。
3. ↑  “読み仮名データの促音・拗音を小書きで表記するもの(zip形式) 愛知県” (zip).   日本郵便 (2024年2月29日). 2024年3月26日閲覧。
4. ↑  “市外局番の一覧” (PDF).   総務省 (2022年3月1日). 2022年3月22日閲覧。
5. ↑  “ナンバープレートについて”.   一般社団法人愛知県自動車会議所. 2024年1月21日閲覧。
6. ↑  総務省統計局 (2014年3月28日). “平成7年国勢調査の調査結果(e-Stat) - 男女別人口及び世帯数 －町丁・字等” (CSV). 2021年7月20日閲覧。
7. ↑  総務省統計局 (2014年5月30日). “平成12年国勢調査の調査結果(e-Stat) - 男女別人口及び世帯数 －町丁・字等” (CSV). 2021年7月20日閲覧。
8. ↑  総務省統計局 (2014年6月27日). “平成17年国勢調査の調査結果(e-Stat) - 男女別人口及び世帯数 －町丁・字等” (CSV). 2021年7月21日閲覧。
9. ↑  総務省統計局 (2012年1月20日). “平成22年国勢調査の調査結果(e-Stat) - 男女別人口及び世帯数 －町丁・字等” (CSV). 2021年7月21日閲覧。
10. ↑  総務省統計局 (2017年1月27日). “平成27年国勢調査の調査結果(e-Stat) - 男女別人口及び世帯数 －町丁・字等” (CSV). 2021年7月21日閲覧。